# Stenocercus arndti
Stenocercus arndti — вид ігуаноподібних ящірок родини Tropiduridae. Ендемік Перу. Описаний у 2014 році.

## Поширення і екологія
Stenocercus arndti мешкають в долинах річок Чотано і Уанкабамба в регіонах Кахамарка і Ламбаєке. Вони живуть в залишках гірських тропічних лісів, на висоті від 1997 до 2318 м над рівнем моря.

## Збереження
МСОП класифікує цей вид як такий, що перебуває під загрозою зникнення. Stenocercus arndti загрожує знищення природного середовища.